# عدنان جستنيه
عدنان جستنيه هو صحفي رياضي سعودي، عمل سابقًا مديرًا للمركز الإعلامي في نادي الاتحاد، كان ضيفاً ثابتاً في برنامج خط الستة والذي بث على قناة أبوظبي الرياضية، بالإضافة لمشاركته في العديد من البرامج الرياضية السعودية والخليجية. يعمل الآن كاتبًا في صحيفة الرياضية السعودية.